# Mall del Sur (Ecuador)
Mall del Sur es uno de los centros comerciales más grandes de la ciudad de Guayaquil, Ecuador. El complejo se desarrolló con la inversión conjunta de Corporación Favorita y Grupo Romero y fue inaugurado al público el 28 de octubre de 2004.
El centro comercial posee 62.000 metros cuadrados de construcción y cuenta con 127 locales comerciales, 27 islas, un patio de comidas y siete salas de cine de la cadena Cinemark. El costo de construcción del complejo alcanzó los 30 millones de dólares. Entre los atractivos del mall están los locales comerciales que se ubican en la fachada del mismo. Al ser cuestionado sobre este aspecto, el gerente del centro comercial indicó que este es un diseño muy exitoso en los malls de Argentina.
En el mall se ubicaba el segundo local más grande del país de la cadena de ropa Casa Tosi, sin embargo el mismo cerró en 2013 a raíz de problemas financieros de la empresa. El lugar ocupado por Casa Tosi fue reemplazado por las cadenas Juguetón, Bebé Mundo y Etafashion.
Un estudio realizado por Ipsa Group en 2011 determinó que Mall del Sur es el segundo centro comercial más visitado de la ciudad con un 25% de afluencia, detrás sólo de Mall del Sol. El estudio determinó que recibe alrededor de 1,3 millones de personas al mes, cifra que llega a 1,6 millones en época alta. Hasta 2007, su patio de comidas era visitado por un aproximado mensual de 400.000 personas.